# Tổ chức Sở hữu Trí tuệ Thế giới
Tổ chức Sở hữu Trí tuệ Thế giới (tiếng Anh: World Intellectual Property Organization – WIPO; tiếng Pháp: Organisation mondiale de la propriété intellectuelle – OMPI) là một trong những cơ quan chuyên môn của Liên Hợp Quốc, được thành lập vào năm 1967 có mục tiêu chính là "đẩy mạnh hoạt động trí tuệ sáng tạo và tạo điều kiện chuyển giao công nghệ liên quan đến sở hữu trí tuệ sang các nước đang phát triển nhằm mục tiêu đẩy nhanh tốc độ phát triển kinh tế, xã hội và văn hoá" (điều 1 của Hiệp ước giữa UN và WIPO năm 1974) và phạm vi hoạt động là "khuyến khích sự sáng tạo của nhân loại và bảo vệ quyền sở hữu trí tuệ trên toàn thế giới.
WIPO hiện nay có 188 thành viên và quản lý 23 hiệp ước quốc tế, đặt trụ sở chính tại Genève, Thụy Sĩ. Tổng giám đốc đương nhiệm là ông Francis Gurry.
Vatican và hầu hết các quốc gia thành viên Liên Hợp Quốc đều tham gia vào WIPO. Những quốc gia và vùng lãnh thổ không tham gia WIPO bao gồm: Kiribati, Quần đảo Marshall, Liên bang Micronesia, Nauru, Palau, Palestine, Cộng hòa Sahrawi, Quần đảo Solomon, Đài Loan, Đông Timor, Tuvalu và Vanuatu.

## Lịch sử
Tiền thân của WIPO là BIRPI được thành lập vào năm 1893 để quản lý việc thực thi Công ước Berne về bảo hộ các tác phẩm văn học và nghệ thuật và Công ước Paris về bảo hộ sở hữu công nghiệp.
Công ước về thành lập Tổ chức sở hữu trí tuệ thế giới chính thức đặt nền móng cho sự thành lập của WIPO, có hiệu lực từ ngày 26 tháng 4 năm 1970. Theo điều 3 của công ước, WIPO hướng tới mục đích thúc đẩy việc bảo hộ tài sản trí tuệ trên toàn cầu. WIPO trở thành một cơ quan đặc trách của Liên hợp quốc từ năm 1974.
Không giống các cơ quan khác của Liên hợp quốc, WIPO có nguồn tài chính riêng độc lập với sự đóng góp của các quốc gia thành viên Liên hợp quốc. Năm 2006, hơn 90% trong số tiền 250 triệu francs Thụy Sĩ có được là nhờ vào tiền lệ phí đăng ký và nộp hồ sơ cho Văn phòng chính của WIPO (International Bureau) căn cứ theo quy định của Hiệp ước PCT về đăng ký bằng sáng chế (Patent Cooperation Treaty), hệ thống Thỏa ước Madrid về đăng ký nhãn hiệu quốc tế và hệ thống Thỏa ước Hague về đăng ký kiểu dáng công nghiệp.

## Phê phán
Giống như tất cả các diễn đàn đa chính phủ khác của Liên hợp quốc, WIPO không phải là một cơ quan dân cử. WIPO thường cố gắng đi đến các quyết định thông qua phương thức đồng thuận. Trong trường hợp phải bỏ phiếu, mỗi quốc gia thành viên của WIPO đều có một phiếu, bất kể dân số và sự đóng góp tài chính của quốc gia đó (cho WIPO) như thế nào. Điều này dẫn đến một hệ quả tất yếu liên quan đến chính sách về tài sản trí tuệ giữa các quốc gia ở Bắc và Nam bán cầu. Trong suốt những năm 60 và 70 của thế kỷ XX, các quốc gia đang phát triển có thể ngăn cản việc triển khai các hiệp định về sở hữu trí tuệ, điển hình như việc cấp bằng sáng chế dược phẩm trên phạm vi toàn cầu.
Trong những năm 1980, Hoa Kỳ và một số quốc gia phát triển đã chuyển vấn đề sở hữu trí tuệ ra khỏi khuôn khổ của WIPO và đưa vào chương trình nghị sự của GATT, và sau này là WTO, dẫn đến việc hình thành Hiệp định về các khía cạnh liên quan đến thương mại của quyền sở hữu trí tuệ (TRIPS). 
Hoạt động của WIPO chủ yếu dựa vào các ủy ban, bao gồm Ủy ban thường trực về cấp bằng sáng chế (Standing Committee on Patents (SCP)), Ủy ban thường trực về bản quyền và các quyền liên quan (Standing Committee on Copyright and Related Rights (SCCR)), Ủy ban cố vấn về thực thi pháp luật (Advisory Committee on Enforcement (ACE)), Ủy ban liên chính phủ về tiếp cận tài nguyên di truyền, kiến thức truyền thống và văn hóa dân gian (the Intergovernmental Committee (IGC) on Access to Genetic Resources, Traditional Knowledge and Folklore) và Nhóm công tác về cải cách Hiệp định hợp tác về bằng sáng chế.
Tháng 10 năm 2004, WIPO đồng ý thông qua đề xuất của Argentina và Brazil về thiết lập một chương trình nghị sự phát triển cho WIPO - trên cơ sở của Tuyên bố Geneva về tương lai của Tổ chức Sở hữu Trí tuệ Thế giới. Đề xuất này đã nhận được sự ủng hộ từ các nước đang phát triển. Một số cơ quan dân sự xã hội đã bắt đầu làm việc trên Dự thảo về tiếp cận kiến thức (Draft of Access to Knowledge - A2K).
Trong lần trao đổi với tờ Bưu điện Washington vào năm 2003, Lois Boland đã nói rằng "phần mềm mã nguồn mở đang chống lại nhiệm vụ thúc đẩy quyền sở hữu trí tuệ của WIPO". Ông cũng cho rằng, "để tổ chức một cuộc họp với mục đích là từ chối hoặc từ bỏ những quyền đó có lẽ sẽ đi ngược lại tôn chỉ của WIPO.

## Mạng lưới thông tin
WIPO cũng đã thiết lập mạng thông tin toàn cầu WIPOnet. Dự án này hướng tới việc liên kết hơn 300 tổ chức về sở hữu trí tuệ ở tất cả các nước thành viên của WIPO. Bên cạnh việc cung cấp một cách thức trao đổi thông tin an toàn giữa các bên, WIPOnet cũng đánh dấu bước đi đầu tiên của WIPO trong lĩnh vực dịch vụ về sở hữu trí tuệ.
| # | Nhiệm kỳ  | Tên                 | Từ nước |
| - | --------- | ------------------- | ------- |
| 4 | 2008-...  | Francis Gurry       | Úc      |
| 3 | 1997-2008 | Kamil Eltayeb Idris | Sudan   |
| 2 | 1973-1997 | Árpád Bogsch        | Hoa Kỳ  |
| 1 | 1970-1973 | Georg Bodenhausen   | Hà Lan  |

## Liên kết nội
- Sở hữu trí tuệ
- Công báo PCT